# Куршская коса (национальный парк, Россия)
Национальный парк «Куршская коса» находится в Зеленоградском районе Калининградской области, занимает южную часть Куршской косы. Граничит с одноимённым национальным парком в Литве, занимающим северную часть косы.

## История
С целью сохранения уникального памятника природы, имеющего особую экологическую ценность, создания научной базы лесного хозяйства, организации ограниченного туризма и отдыха, а также ознакомления с природой Куршской косы, памятником истории и культуры, по ходатайству калининградского облисполкома и управления лесного хозяйства Совет Министров РСФСР постановлением от 6 ноября 1987 года № 423 присвоил Куршской косе до границы с Литвой статус государственного природного национального парка (ГПНП).
В 2000 году вся Куршская коса была включена в список Всемирного наследия ЮНЕСКО. В 2023 году национальный парк вошёл в тройку самых посещаемых парков России, территорию посетило более миллиона туристов.

## Общая информация
Площадь территории национального парка — 6621 га, включая 351 га земель сторонних собственников и пользователей, включённых в границы национального парка без изъятия их из хозяйственной эксплуатации. На территории национального парка установлен дифференцированный режим особой охраны, согласно которому выделены функциональные зоны: заповедная, особо охраняемая, рекреационная, хозяйственного назначения. В состав лесничества национального парка входят участковое лесничество «Золотые дюны» площадью 3610 га и участковое лесничество «Зеленоградское» (2660 га).
Климат территории умеренный, промежуточный между морским и континентальным. Зима мягкая, а лето умеренно тёплое. Среднегодовое количество осадков составляет 660 мм. Вегетационный период длится 270 дней.
На территории Куршской косы насчитывается 46 видов млекопитающих. Здесь обитают: лось, европейская косуля, кабан, лисица, лесная куница, енотовидная собака, барсук, заяц-русак, обыкновенная белка, бобр. Птиц насчитывается 262 вида, из них 100 — гнездящиеся, остальные — пролётные. Наиболее многочисленны зяблик, пеночка-весничка, ястребиная славка, славка-завирушка, обыкновенный скворец.
В зону хозяйственного назначения включены посёлки Лесной, Морское, Рыбачий. Административный центр парка располагается в посёлке Рыбачий (бывший Росситтен). Информационные центры для туристов расположены на 14-м км в музейном комплексе национального парка и в г. Калининграде.
В 2008 было запланировано строительство речного пункта пропуска в Рыбачьем в рамках проекта развития туристической зоны, также должны были построить гостиницу и яхт-клуб. Временный пункт пропуска открыли в 2013 году, но в 2017 году вследствие краха «Инвестбанка» содержать объект стало некому и участок был продан. Против проекта высказывались эксперты из-за угрозы массовой гибели птиц. В 2024 году снова вернулись к обсуждению строительства международного пункта пропуска с планами восстановления береговой полосы и создания искусственного земельного участка.
В мае 2024 года приказом Минприроды под управление ФГБУ "Национальный парк «Куршская коса» передан Национальный парк «Виштынецкий» с целью обеспечить более строгий режим охраны природных комплексов и развития экотуризма.
Летом 2024 года планируется завершить строительство велодорожки «Куршский велотракт» шириной около 3 метров, общей длиной 44 километра, которая впоследствии войдет в единую велотрассу, строящуюся вдоль всего побережья Балтики в Калининградской области.

## Пешеходные туристические маршруты

### «Королевский бор» («Лесничество Гренц»)

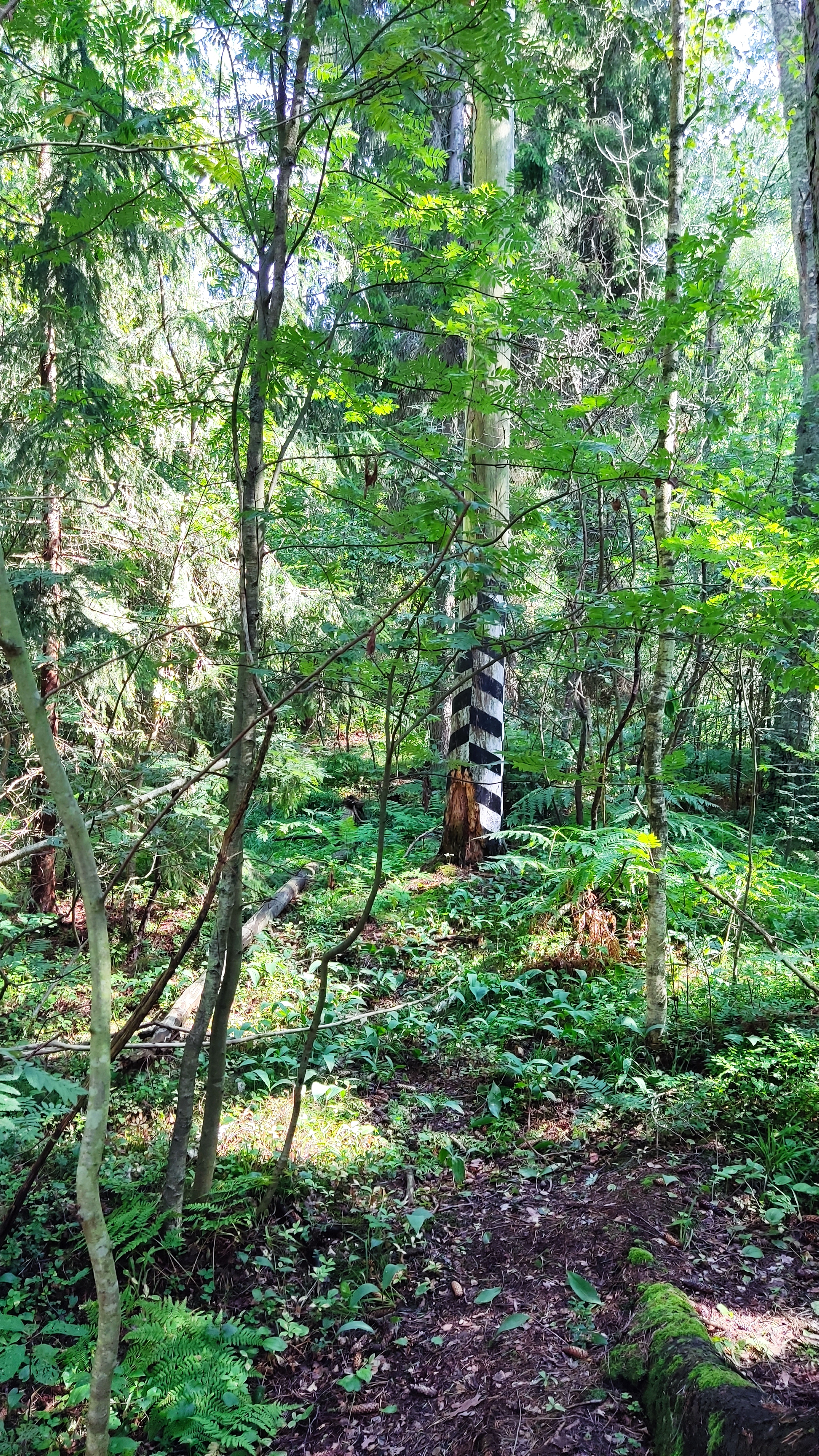
Верстовой столб в «Королевском бору»

Маршрут протяжённостью 2,8 км проложен в прикорневой части косы (6,5 — 7 км). Особенностью маршрута является прохождение трассы по вековым массивам хвойных лесов и старым насаждениям интродуцентов, в первую очередь туи гигантской. Заливные луга побережья Куршского залива, как и сама акватория залива, обогащают прогулку пейзажными перспективами большой глубины. Интересна история местности, по которой проходит маршрут: участок этого леса между Кранцем (г. Зеленоградск) и посёлком Заркау (Лесной) никогда не вырубался, и ему никогда не угрожали движущиеся пески, так как в течение нескольких столетий здесь существовал охотничий королевский заказник, а на лугах, примыкающих к заливу, ловили и обучали знаменитых королевских прусских соколов. Небольшой участок маршрута проходит по участку старинного почтового тракта, который являлся основной дорогой из Восточной Пруссии в Россию в течение полутораста лет, а также по декоративным посадкам, сохранившимся на месте существовавшего здесь с XVII в. лесничества «Гренц».

### Орнитологическая станция
Росситтенская орнитологическая станция основана в 1901 году Иоганнесом Тинеманном. Находится в месте прохождения маршрутов перелётных птиц и служит для кольцевания птиц и изучения их перелётов. Сейчас эту деятельность осуществляет полевой стационар Биологической станции Зоологического института РАН по кольцеванию птиц и изучению их миграционного состояния.
Экскурсия по полевому стационару «Фрингилла» (латинское название зяблика — самой распространённой птицы Куршской косы), которую проводят квалифицированные специалисты-орнитологи, позволяет ближе познакомиться с царством птиц, узнать о 100-летней истории орнитологических исследований на Куршской косе.

### Высота Мюллера

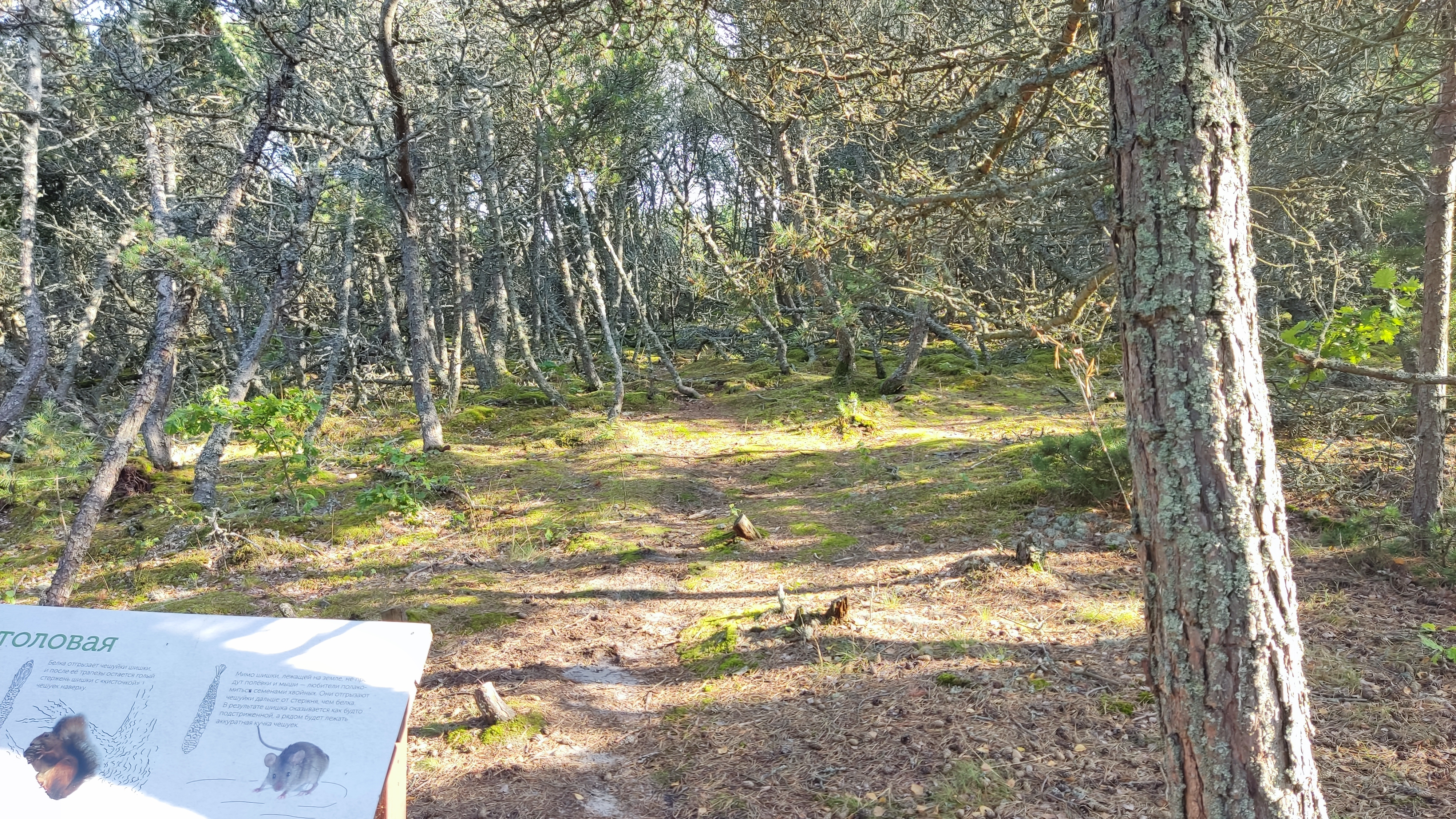
Место кормления животных у высоты Мюллера

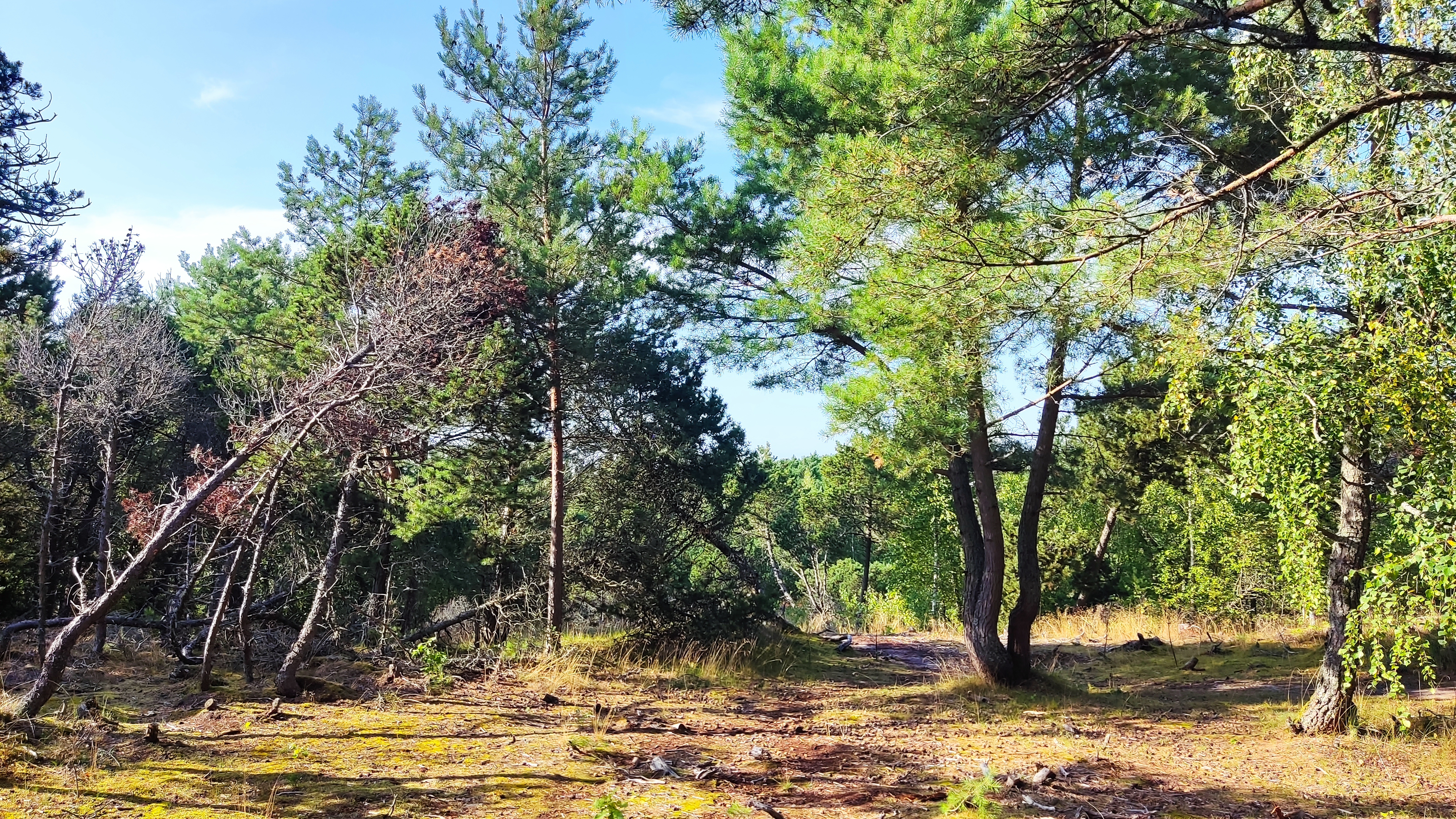
Живые и мертвые деревья у высоты Мюллера

Маршрут протяжённостью 3,5 км проложен на 32-м километре косы, недалеко от посёлка Рыбачий в пределах ледникового острова Расите — самой древней части Куршской косы, послужившей началом формирования её песчаного тела.
Маршрут знакомит посетителей национального парка с природным комплексом давно остановленной и облесённой дюны. Характерной особенностью маршрута является прохождение трассы по вековым массивам сосен различных видов, ели обыкновенной, ольхи чёрной. На маршруте экскурсанты знакомятся с разнообразием растительных сообществ Куршской косы, узнают о работах, проводимых по закреплению движущихся песков, о взаимосвязи растительного и животного мира косы, о хрупком мире жизни в дюнах.
Маршрут оборудован смотровой площадкой, находящейся на высоте 44,4 м над уровнем моря и венчающей один из гребней облесённой дюны Брухберг. Отсюда экскурсанты могут увидеть широкую морскую гладь на западе, а на востоке — многоплановые виды озера Чайка, лугов с перелесками, домиков посёлка Рыбачий и водный простор Куршского залива.

### Танцующий лес
Маршрут протяжённостью 0,8 км расположен на 37-м км косы. Маршрут знакомит с участком необычного соснового леса («пьяный лес»), посаженного в начале 60-х гг. XX в. на дюне Круглой (Рундерберг) в окрестностях посёлка Рыбачьего (Росситтен). В отличие от большинства дюн косы, вытянувшихся вдоль берега Куршского залива, отдельно стоящая дюна Круглая располагается прямо на пальве — плоской лесистой равнине между морем и заливом. История данной местности связана со знаменитой немецкой планерной школой, существовавшей на Куршской косе до Второй мировой войны.

### Высота Эфа
Маршрут протяжённостью 2,8 км проложен на 42 км Куршской косы в окрестностях посёлка Морского — наиболее живописного из всех посёлков косы. Он ведёт к дюне Ореховой (Петш), самая высокая точка которой (55 м) была названа высотой Эфа в честь лесовода Франца Вильгельма Эфа, чья деятельность была посвящена изучению и закреплению подвижных песков.

Панорамный вид на дюны, Куршский залив и Морское с высоты Эфа

### Озеро Лебедь
Маршрут протяжённостью 4 км проложен на 47 км косы в районе самой высокой дюнной гряды Куршской косы. Маршрут позволяет познакомиться с особенностями геологической истории и геоморфологического строения Куршской косы, в частности, с уникальными подвижными дюнами, вторыми по высоте в Европе, с их растительным и животным миром, с деятельностью лесоводов по закреплению движущихся песков. Кульминационный момент экскурсии — панорама, открывающаяся с видовой площадки, находящейся на высоте 55 м над уровнем моря на одном из эоловых бугров на вершине дюны Оленья буда. Отсюда можно увидеть широкую морскую гладь, водный простор Куршского залива, а также массивы открытых песков, многоплановые виды озера Лебедь и лугов с перелесками.

## Галерея

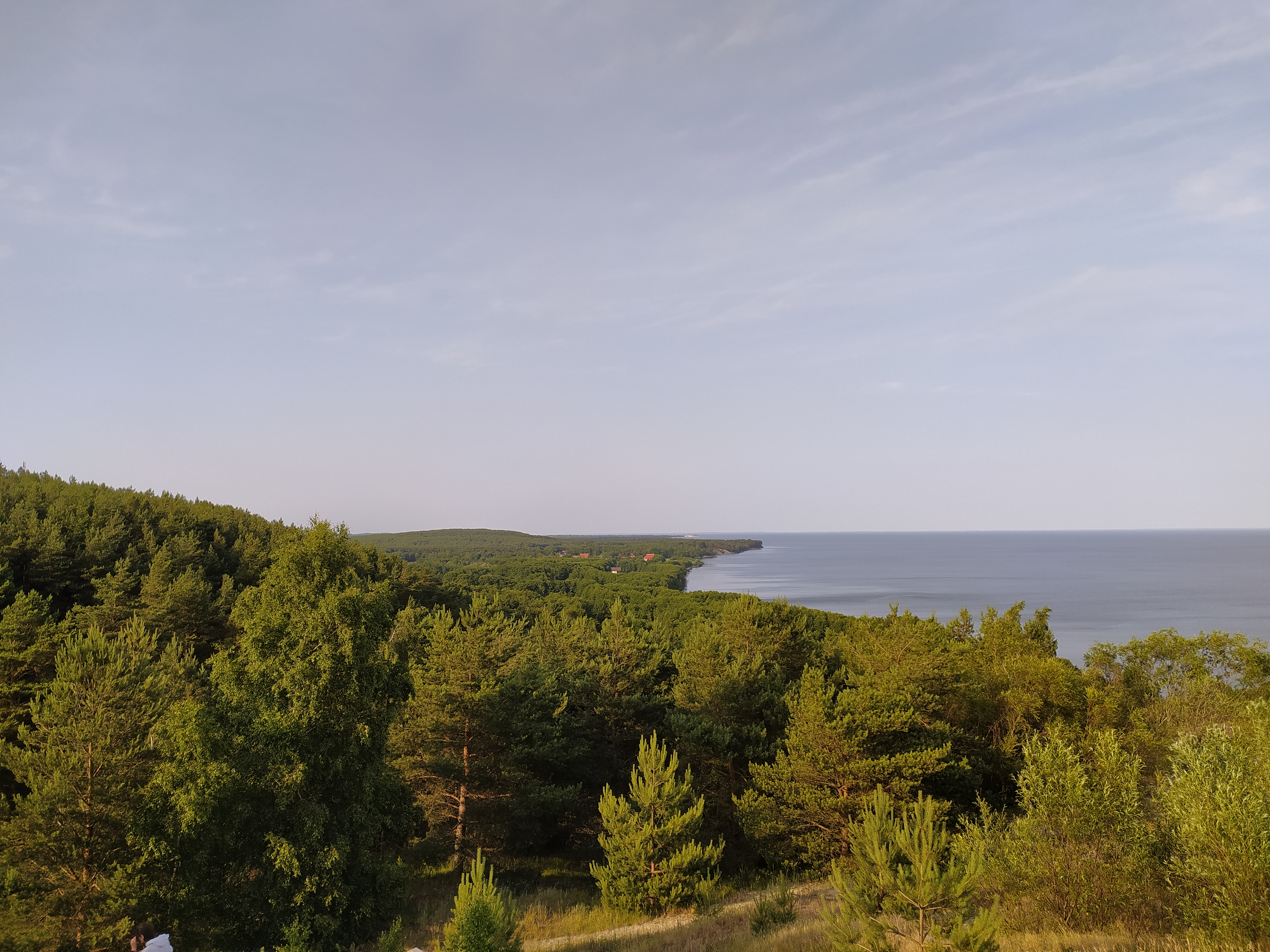
Вид со смотровой площадки высоты Эфа на северо-восток. Виден посёлок Нида.
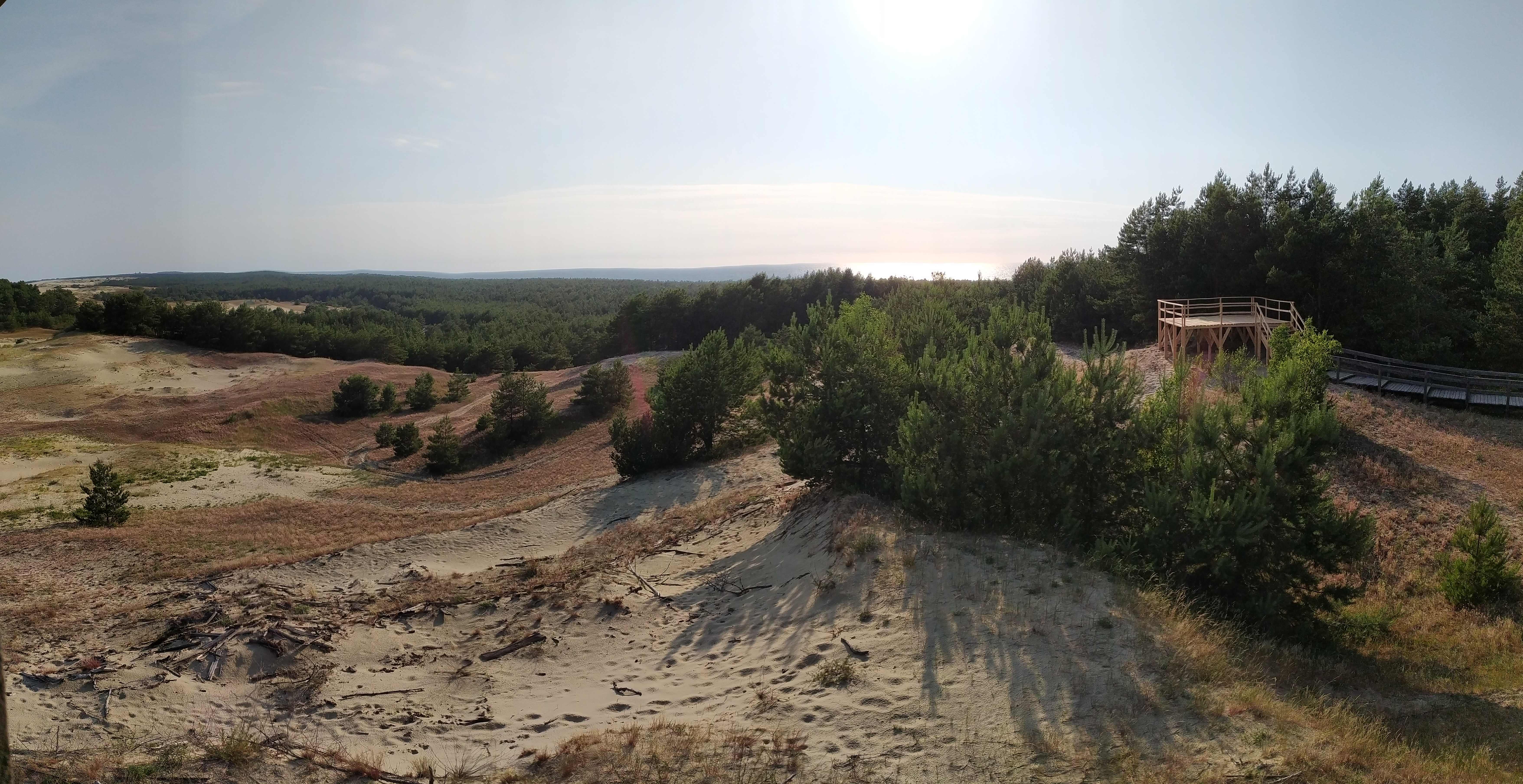
Вид с высоты Эфа на запад. На горизонте виднеется Балтийское море.
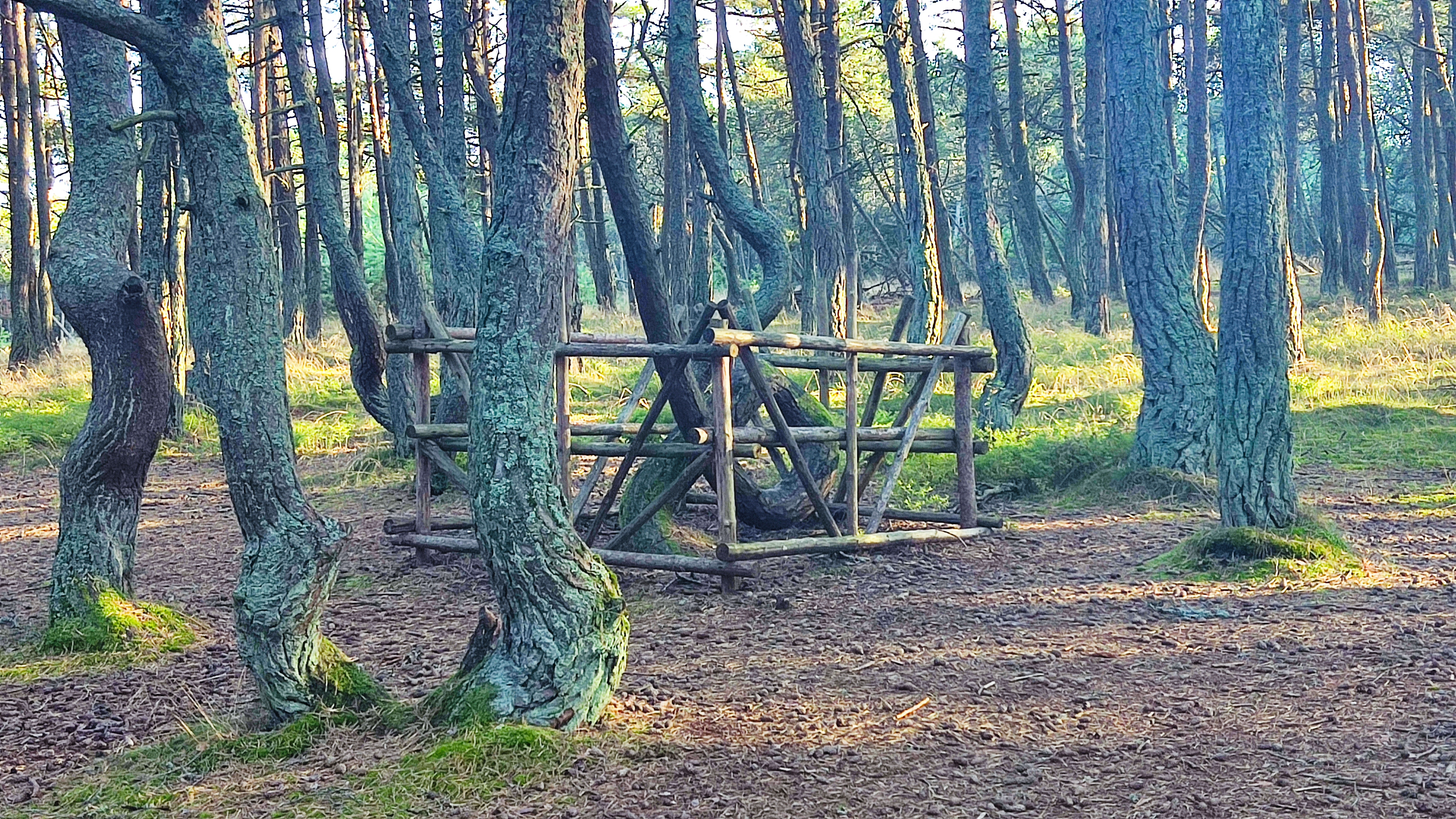
Деревья танцующего леса
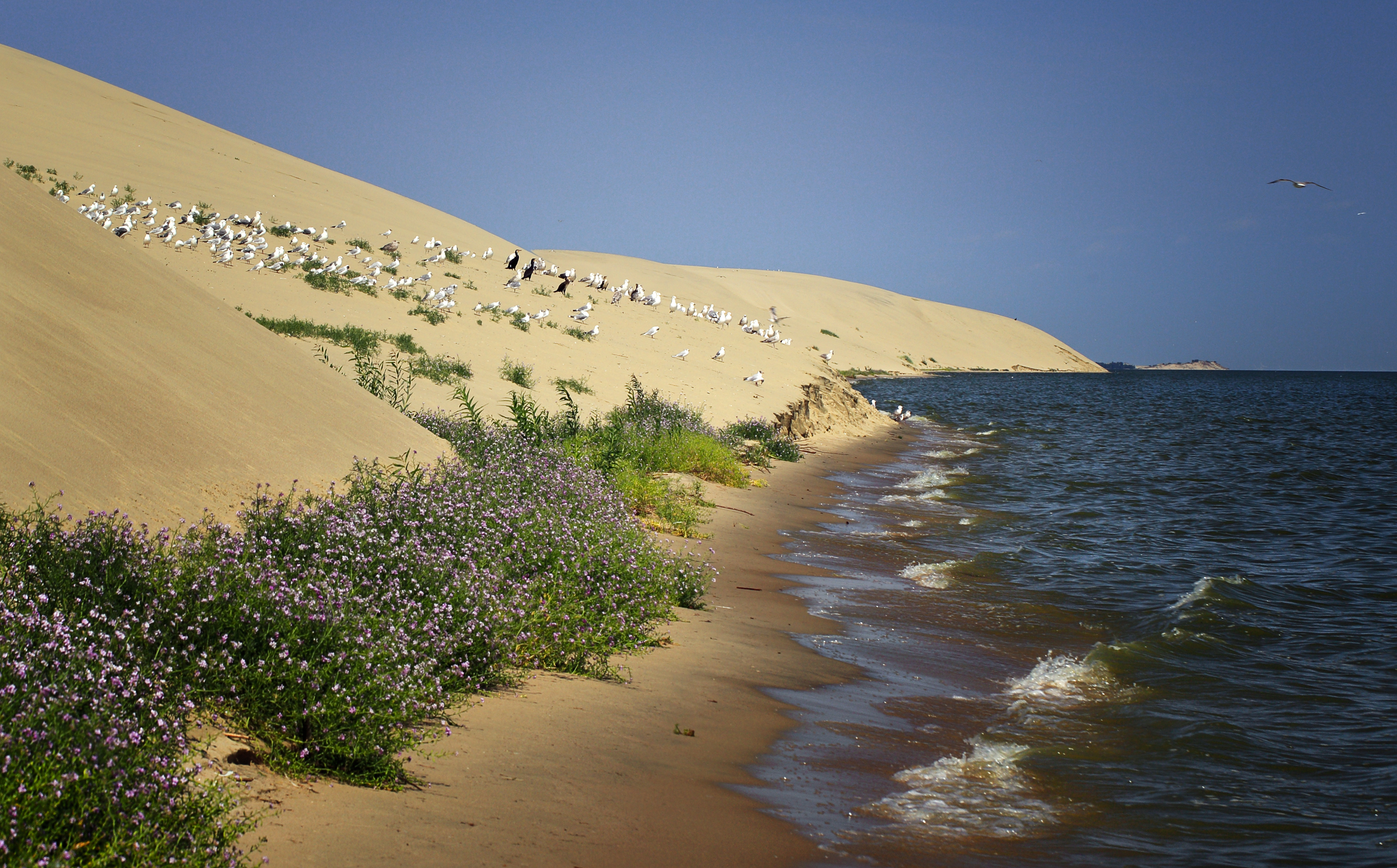
Берег Куршского залива
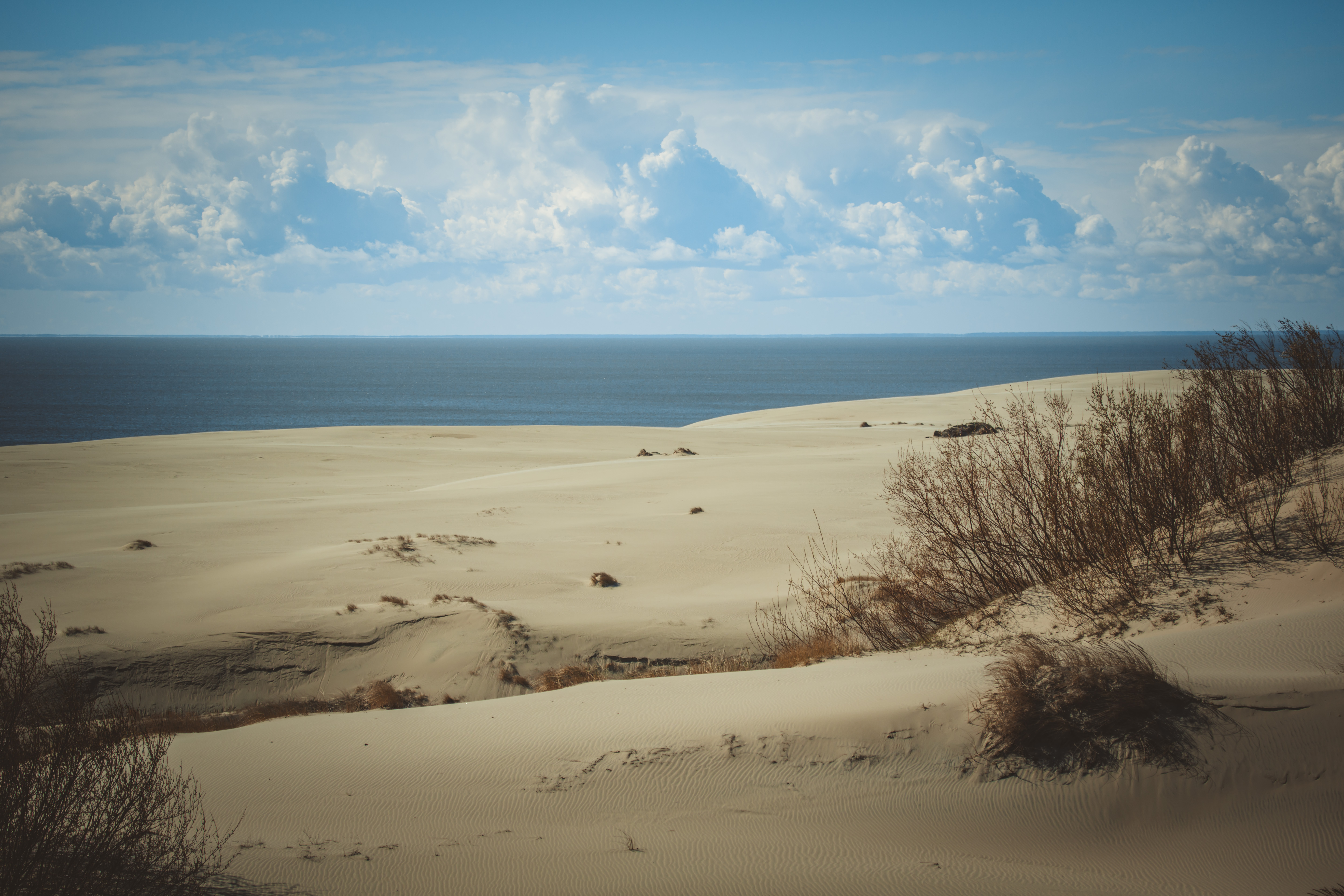
Дюны высоты Эфа

## Филателия

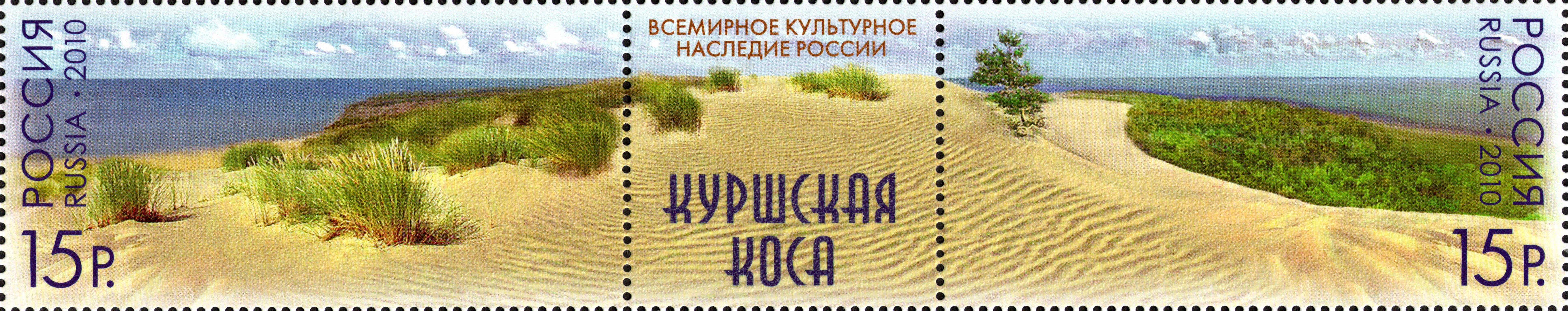
Всемирное культурное наследие России: Куршская коса. Марки России, сцепка из двух марок с купоном. 2010 год.